# Phyllachora subrepens
Phyllachora subrepens är en svampart som beskrevs av Speg. 1889. Phyllachora subrepens ingår i släktet Phyllachora och familjen Phyllachoraceae.   Inga underarter finns listade i Catalogue of Life.